# Шерман Хемслі
Шерман Александер Хемслі (1 лютого 1938 — 24 липня 2012) — американський актор. Він був відомий своїми ролями Джорджа Джефферсона в телесеріалі CBS «Усі в сім'ї» (1973–1975; 1978) і «Джефферсони» (1975–1985), Дікона Ернеста Фрая в серіалі NBC «Амінь» (1986–1991) і Б.П. Річфілд у серіалі ABC Динозаври. Хемслі також зіграв суддю Карла Робертсона в серіалі NBC «Свіжий принц з Бел-Ейр». За роботу над «Джефферсонами » Хемслі був номінований на «Золотий глобус» і «Еммі». Гемслі також отримав нагороду NAACP Image Award за найкращу чоловічу роль у комедійному серіалі або спеціальному серіалі («Джефферсони») у 1982 році.

## Біографія
Хемслі народився і виріс у Південній Філадельфії його мати, яка працювала на ламповій фабриці. Гемслі не зустрів свого батька до 14 років. Гемслі закінчив середню школу Баррата.  У середній школі Хемслі навчався в Центральній середній школі в дев'ятому класі та в Бокській технічній середній школі в десятому. Хемслі кинув школу після десятого класу і приєднався до військово-повітряних сил США, де прослужив чотири роки.
Покинувши військову службу, Хемслі повернувся до Філадельфії, де вдень працював у Поштовій службі Сполучених Штатів, а ввечері відвідував Академію драматичного мистецтва. Потім він переїхав до Нью-Йорка, продовжуючи працювати на пошті вдень і працюючи актором вночі. Він зіграв роль Гітлоу в бродвейському мюзиклі «Перлі» на початку 1970-х років.
Поки Хемслі був на Бродвеї з Перлі, Норман Лір покликав його в 1971 році зіграти повторювану роль Джорджа Джефферсона в його новому ситкомі «Все в сім’ї». Хемслі не хотів залишати свою театральну роль, коли Лір сказав йому, що залишить для нього цю роль (інший актор, Мел Стюарт, грав його брата протягом двох епізодів у цей час). Хемслі приєднався до акторського складу через два роки. Персонажі Хемслі та його колега по фільму Ізабель Сенфорд іноді грали другорядні ролі у фільмі «Всі в сім’ї», а потім у 1975 році отримали власний допоміжний фільм «Джефферсони». Джефферсони виявилися одним із найуспішніших серіалів Ліра, насолоджуючись серією з одинадцяти сезонів до 1985 року.
Хемслі продовжував стабільно працювати після скасування серіалу, в основному в ролях, схожих на Джорджа Джефферсона. Він об’єднався з оригінальним акторським складом серіалу, коли Джефферсони переїхали на Бродвей на короткий показ. Пізніше Хемслі приєднався до акторського складу серіалу NBC «Амінь» у 1986 році як диякон Ернест Фрай, церковний диякон. Серіал тривав п'ять сезонів, які закінчилися в 1991 році. Потім Хемслі був актором озвучення в ляльковому серіалі ABC « Динозаври », де він грав Бредлі П. Річфілда, боса головного героя Ерла. Серіал тривав чотири сезони, закінчивши в 1994 році. У 1995 році Хемслі чотири рази знявся в ситкомі «Сестро, сестро» в ролі дідуся Тії та Тамери Моурі. У 1996 році він зіграв головну роль у телевізійному комедійному серіалі Goode Behavior, який тривав один сезон.

## Смерть
24 липня 2012 року Хемслі помер у своєму будинку в Ель-Пасо, штат Техас, у віці 74 років. Причиною смерті назвали синдром верхньої порожнистої вени, ускладнення, пов'язане з карциномами легень і бронхів. Згідно зі звітом судово-медичної експертизи округу Ель-Пасо в Техасі, на одній із легень у нього була злоякісна пухлина, для якої була рекомендована хіміотерапія та опромінення.

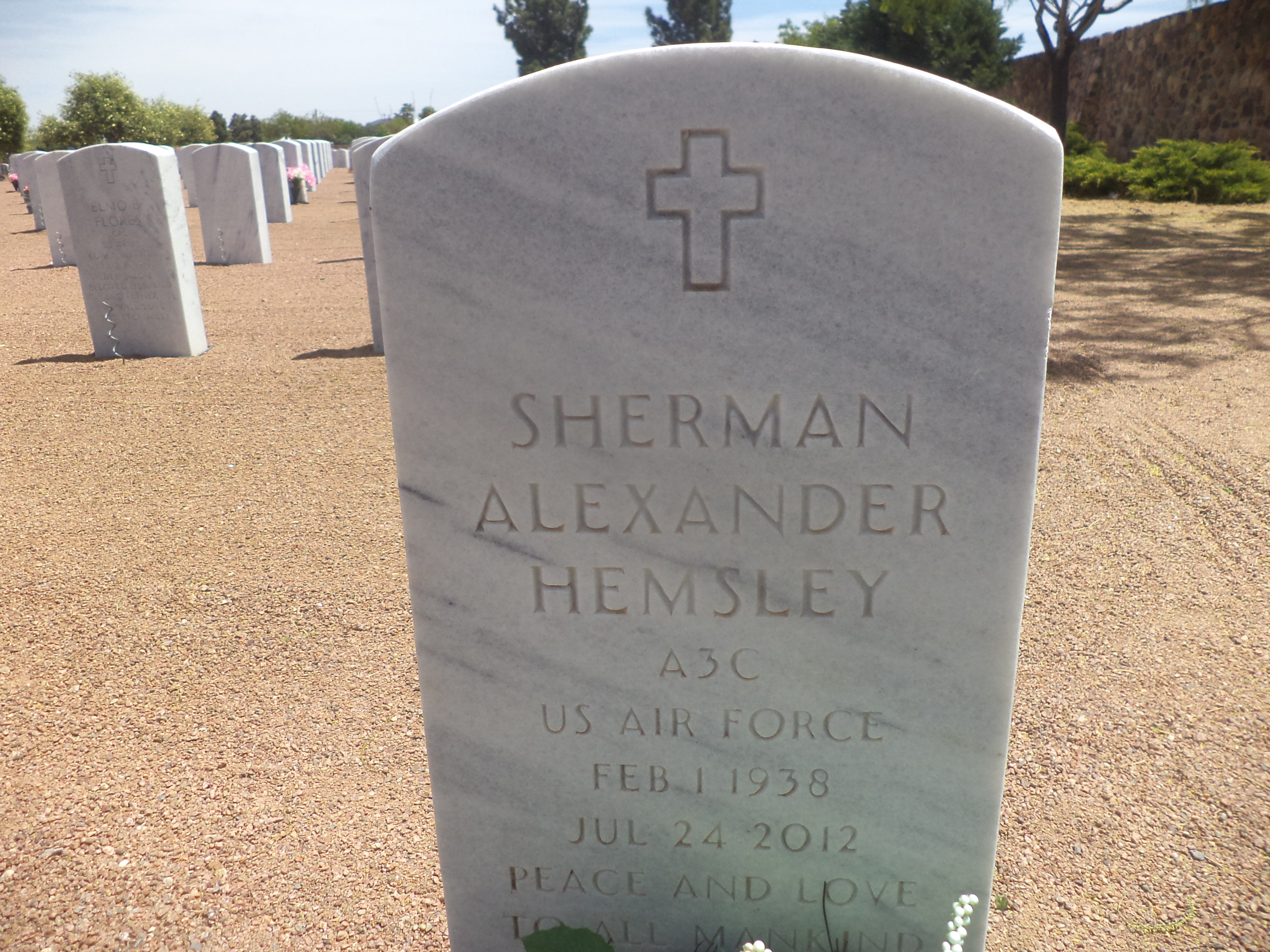
Надгробний знак Хемслі на Національному кладовищі Форт Блісс в Ель-Пасо, Техас, 2016 рік.

## Фільмографія
- Любов з першого укусу (1979) - Преподобний Майк (кінодебют)
- Школа стюардес (1986) - містер Баттерсуорт
- Примарна лихоманка (1986) - Буфорд/Джетро
- Club Fed (1990) - преподобний Джеймс Дулі
- Містер Няня (1993) - Берт Вілсон
- Дім ангелів (1994) - Канюк Бракен
- Брати Мізері (1995) - Rev. Шейстер
- Різдвяна подорож додому (1996) - Стів
- П'яний (1997) - Граф
- Каспер: Жвавий початок (1997) - Харві
- Без відчуттів (1998) - Джеймс
- Мафія! (1998) — Джордж Джефферсон (в титрах не указан)
- Накрутив (2000) - Чіп Освальд
- Повішення в Хедо (2008) - Генрі Хантер
- За любов до собаки (2008) - Джордж О'Доннелл
- Американський пиріг: Книга кохання (2009) — пастор Реджі Джонстон (остання роль у фільмі)